# 大加那利球场
大加那利球场（西班牙語：Estadio Gran Canaria）是一座位于西班牙加那利群岛自治区拉斯帕尔马斯市的足球場，是本市球会拉斯帕尔马斯的主场。球场建于2003年，可以容纳32,400名观众。
球场在2014-16年期间年进行了一次改造。在这次改造中跑道被拆除，加建了看台，并下沉足球场草皮位置，将原本的综合体育场改造成了一座专门用于足球比赛的专业球场。